# 1406
1406 (MCDVI) var ett normalår som började en fredag i den julianska kalendern.

## Händelser

### Februari
- 15 februari – Malmö latinskola inrättas med tillstånd av påven Innocentius VII.

### April
- 4 april – Vid Robert III:s död efterträds han som kung av Skottland av sin 11-årige son Jakob I. Därmed inleds den period på 219 år (till 1625), då Skottland har sex Jakobkungar i rad (med undantag för åren 1542–1567, då Maria I är regerande drottning).

### Oktober
- 26 oktober – Erik av Pommern gifter sig med Filippa av England i Lunds ärkebiskopsgård.

### November
- 1 november – Filippa av England kröns.[1]
- 30 november – Sedan Innocentius VII har avlidit den 6 november väljs Angelo Coraria till påve och tar namnet Gregorius XII.[2]

### December
- 25 december – Johan II blir kung av Kastilien.

### Okänt datum
- Republiken Pisa erövras av Florens.

## Födda
- Filippo Lippi, italiensk konstnär.
- Margrét Vigfúsdóttir, isländsk stormannakvinna.

## Avlidna
- 19 mars – Ibn Khaldun, arabisk historiker och statsman.
- 4 april – Robert III, kung av Skottland sedan 1390.
- 6 november – Innocentius VII, född Cosimo Gentile de' Migliorati, påve sedan 1404.
- 11 november – Erengisle Nilsson d.ä., svenskt riksråd sedan 1386.
- 25 december – Henrik III, kung av Kastilien från 1390.
- Knut Bosson (Grip), svensk frälseman och riddare.

### Fotnoter
1. ↑  Det hände i dag
2. ↑  ”Roman Catholic Church” (på engelska). World Statesmen. http://www.worldstatesmen.org/Catholic.html. Läst 22 november 2012.